# فارور بزرگ
فارور بزرگ (فارور) جزیره‌ای در خلیج‌فارس است که از توابع بخش کیش شهرستان لنگه استان هرمزگان در جنوب ایران به‌شمار می‌آید.
جزیرهٔ فارور در طول جغرافیایی ۲۶ درجه و ۱۵ دقیقه و عرض شمالی ۵۴ درجه و ۲۵ دقیقه در شمال جزیره سیری و جنوب‌غربی بندرلنگه و در نزدیکی بوموسی قرار گرفته است. طول این جزیره در امتداد شمالی-جنوبی حدود ۷٫۵ کیلومتر و عرض آن در جهت شرقی-غربی در حدود ۱۴٫۵ کیلومتر و مساحت آن بالغ بر ۲۶۲۰ هکتار است و بلندترین نقطه آن ۱۳۷٫۵ متر از سطح دریا ارتفاع دارد.
این جزیره که در ۵۵ کیلومتری جزیره کیش قرار گرفته تا نزدیک‌ترین نقطه سواحل سرزمین اصلی در حدود ۲۰ کیلومتر فاصله دارد.
این جزیره در حال حاضر غیرمسکونی است و تنها تعدادی مأمور دولتی در آن حضور دارند اما بقایای ساختمان‌های مخروبه از جمله یک چراغ دریایی و اراضی کشاورزی بایر و چاه‌های آب نشانه مسکونی بودن جزیره در زمان‌های گذشته دارد.
در بهمن‌ماه ۱۳۸۹ از سوی رئیس‌جمهور قانون الحاق جزیره‌های هندورابی و فارور کوچک و بزرگ به محدودهٔ منطقه آزاد کیش ابلاغ شد.

## جغرافیا
فرور از یک توده ارتفاعات آتشفشانی پوشیده شده وبه‌طور کلی کوهستانی با کوه‌های بلند است. در میان این کوه‌ها دره‌های پردرخت و سبزی وجود دارد. درختان آن گرمسیری است که بلندی این درخت‌ها در برخی نقاط جزیره گاه تا ۱۰ متر می‌رسد.
در ضلع جنوبی جزیره دشت نسبتاً همواری وجود دارد. در این قسمت از جزیره تپه‌های زیرآبی وجود دارد. در منتهی‌الیه کرانهٔ جنوبی جزیره، تپه‌ای در فاصله حدود ۲۰۰ متری از کرانه در زیر آب قرار گرفته که رأس آن به صورت تخته‌سنگی به بلندای مستقیم ۵ متر از آب بیرون زده است.
جزیرهٔ فرور دارای کانسارهای آهن، سنگ کاربیت، سنگ گرانیت، سنگ‌های سیلیس، خاک‌های قرمز و دیگر فلزات است.

## ریشه نام
نام این آبخاست (جزیره) همان واژه پهلوی "فَروَر=Farvar" است که امروز به نادرستی "فروهر=Farvahr" می‌نویسند؛ و برخی به اشتباه این واژه را Furuhar* می‌خوانند. واژه "فَروَر" از دو بخش (فر=شکوه) و (ور=بهره‌مند) ساخته شده است که در کل به معنای کسی است که بهره‌مند از شکوه است. "فَروَر" مفهومی در آیین زرتشتیان است که همراه با نام اهورامزدا می‌آید. نام استان "هرمزگان" به معنای "سرزمین اهورامزدا است که با نام آبخاست‌های "فَروَر بزرگ" و "فَروَر کوچک" هماهنگی معنایی دارند.

## پیشینه
جزیرهٔ فرور در روزگار ساسانیان جزو کوره اردشیرخوره استان پارس بود. در روزگار پس از اسلام تا دوران معاصر، جزیرهٔ فارور، بخشی از ایالت‌های فارس، هرمزگان بوده است.
این جزیره در گذشته جزیره مسکونی بوده و ساکنان آن آب خود را از چاه‌هایی که کنده بودند تأمین می‌کردند. اثرات این چاه‌ها هم‌اکنون در دره ناخدا در خاور جزیره دیده می‌شود و آب آن شور و سطح آب در عمق ۳ متری است.
باشندگان پیشین این جزیره به کار غواصی و ماهی‌گیری مشغول بودند. جایگاه صید مروارید در جزیره محلی بود به نام نجوا و گذران زندگی مردم این جزیره تا پیش از جنگ جهانی دوم تنها از راه صید صدف و مروارید می‌گذشت.
در دههٔ نخست سدهٔ ۱۴ خورشیدی شش فروند کشتی بزرگ صید صدف مروارید در جزیرهٔ فرور فعالیت داشت.

## حیات وحش
جزیرهٔ فرور بزرگ یکی از کانون‌های زیست حیات وحش است و تعداد زیادی از پرندگان از قبیل عقاب ماهی‌گیر، طوطی، چک‌چک، قمری، چکاوک کاکلی، پرستو، بلبل خرما، چاخ لق، هدهد، دم جنبانک زرد، دم‌سرخ معمولی، چک‌چک سرسیاه، زنبورخور معمولی، یاکریم و همچنین پستاندارانی از قبیل یک نوع خارپشت، مارمولک، مار جعفری و حشراتی چون عقرب در آن زندگی می‌کنند. همچنین این جزیره تنها نقطه ایران است که آهوی کوهی در آن زندگی می‌کند.